# Stockpaert
De stockpaert (vaak "stokpaardje" genoemd) is een middelgrote open zeilboot van polyester in rondspant met vaste kiel. Het heeft een relatief hoog vrijboord, een klein buiskapje en diepe kuip. De boot is ontworpen door Frans Cobelens. De Stockpaert werd op de HISWA van 1970 geïntroduceerd. 
In de jaren 70 en 80 werd de boot in een beperkte oplage (ongeveer 100 stuks) gebouwd. De rompen zijn door jachtwerf Dekabo gebouwd (bekend van onder andere de kievit 680) en B.V. Stockport verzorgde de verkoop.
Een aantal van deze 'vroege' Stockpaerden zijn geleverd aan jachtwerf, zeilschool, bootverhuur en watersportaccommodatie 'De Fluessen' in Elahuizen. De boten werden daar voor de zeilschool gebruikt, als alternatief van de sterk buizende zestien kwadraten. 
Na een aantal jaren (vermoedelijk rond 1975/1976) heeft jachtwerf 'De Fluessen' de verkoop en de (af-)bouw van de Stockpaert overgenomen van B.V. Stockport omdat men bij deze laatste de boot toch niet zo goed in het programma vond passen.
De meeste werden als lesboot en in de verhuur gebruikt.

## Eigenschappen
De boot is sloepgetuigd met een topgetuigd grootzeil en heeft een aangehangen roer. Door de geringe diepgang is de boot zeer geschikt voor binnenwater, maar door de grote open, niet zelflozende kuip is de boot niet geschikt voor het IJsselmeer of op zee. De boot is ontworpen als lesboot en de zeileigenschappen zijn daarmee in overeenstemming: loefgierig als de boot overhelt, lastig om te krijgen, wendbaar, niet erg snel. De ruime kuip en stevige romp passen hier ook goed bij. Sommige exemplaren hebben een achterstag en beslag voor een spinnaker, maar dat is waarschijnlijk niet origineel.

## Technische gegevens
- Lengte over alles: 5,30 m
- Waterlijnlengte: 4,80 m
- Grootste breedte: 1,95 m
- Diepgang: 0,80 m
- Grootste hoogte boven water: 7,40 m (mast is strijkbaar, doch dit vergt wel enige inspanning)
- Oppervlakte grootzeil: 9,5 m2
- Oppervlakte fok: 5 m2
- Oppervlakte genua: 8 m2 (indien aanwezig)
- Oppervlakte spinnaker: 17 m2 (indien aanwezig)
- Leeggewicht: 380 kg
- Waarvan ballast: 140 kg
- Gemeten, zeilklaar gewicht: 436 kg (ANWB)
- Ontwerper: Frans Cobelens
- Werf/toenmalig leverancier: 'B.V. Stockport' te Oss en jachtwerf 'De Fluessen' te Elahuizen
- de SW-factor is 1,17